# 疲勞

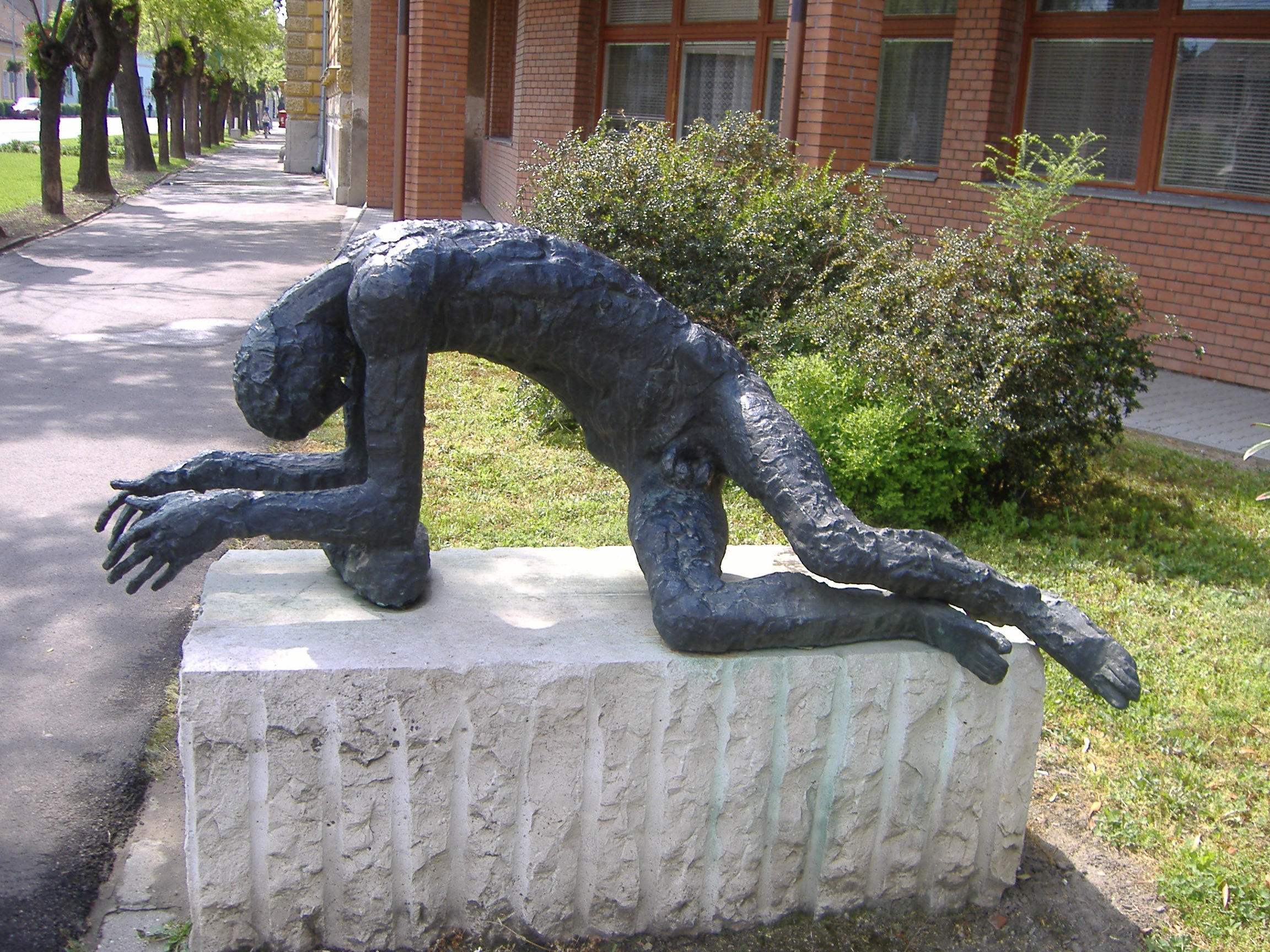
在匈牙利毛科鎮上一個名為「疲倦的人」的雕像

疲勞（英語：fatigue）又稱疲倦、疲乏、疲累，是指疲憊與倦怠感，可以是突然的或漸進的發生；患者常敘述“累”、“提不起勁”、“沒精神”。疲勞可概分為精神上、肉體上兩大類。短期的疲倦通常是由於過度活動並且缺乏休息所致；長期持續的疲倦，會造成精力、動機力、注意力均下降，進而影響心理健康。一般認為疲倦的人不宜進行駕駛等工作。
疲勞是人體的自然反應，但是如果無論怎樣休息還是未能恢復，就應該注意是否患上慢性疲勞症候群。

## 長期疲倦的原因
導致長期疲勞的原因包括持續的情緒及精神壓力、不良的生活型態、睡眠障礙（失眠、睡眠呼吸中止症候群）、藥物及酒精濫用、和某些身心疾病如慢性肝病、心血管疾病、代謝失調或代謝疾患、內分泌失調或疾患、急慢性感染、血液科疾病（貧血、白血病）、惡性腫瘤、自體免疫疾病、慢性過敏疾病、情感疾患（憂鬱症）、慢性疲勞症候群等。